# Lysandra
Lysandra (altgriechisch Λυσάνδρα Lysándra; * um 320/310 v. Chr.; † nach 281 v. Chr.) war eine Tochter von Ptolemaios I. und Eurydike.
Sie wurde im Zuge der ständig wechselnden Bündnisse der Diadochenkriege zuerst um 297 v. Chr. mit Alexander V., dem Sohn des Kassander, nach dessen Tod 294 v. Chr. dann mit Agathokles verheiratet, dem Sohn des Lysimachos.
Mit Agathokles hatte sie mehrere Kinder, mit denen sie nach der Ermordung ihres Mannes zu Seleukos floh. Bei diesem hatte sie offensichtlich einigen Einfluss, denn als Lysimachos dem Seleukos 281 v. Chr. bei Kuropedion unterlag und starb, war sie es, zumindest laut Pausanias, die den Körper des Lysimachos zur Bestattung freigab. Danach wird sie nicht mehr in den Quellen erwähnt.